# Panhandle (Texas)
Panhandle è un centro abitato degli Stati Uniti d'America, situato nella contea di Carson (di cui è capoluogo) dello Stato del Texas. Fa parte dell'area metropolitana di Amarillo.
Panhandle deve il suo nome alla sua posizione nel Texas Panhandle. Originariamente chiamata Carson City, è stato poi ridenominata in Panhandle City.

## Geografia fisica
Panhandle è situata a 35°20′51″N 101°22′55″W (35.347409, -101.381997).
Secondo lo United States Census Bureau, ha un'area totale di 2,1 miglia quadrate (5,4 km²).

## Società

### Evoluzione demografica
Secondo il censimento del 2000, c'erano 2.589 persone, 945 nuclei familiari, e 719 famiglie residenti nella città. La densità di popolazione era di 1.216,6 persone per miglio quadrato (469,3/km²). C'erano 1.014 unità abitative a una densità media di 476,5 per miglio quadrato (183,8/km²). La composizione etnica della città era formata dal 93,16% di bianchi, lo 0,66% di afroamericani, lo 0,77% di nativi americani, lo 0,08% di asiatici, il 3,86% di altre razze, e l'1.47% di due o più etnie. Ispanici o latinos di qualunque razza erano l'8.96% della popolazione.
C'erano 945 nuclei familiari di cui il 38,2% avevano figli di età inferiore ai 18 anni, il 64,0% erano coppie sposate conviventi, il 9,2% aveva un capofamiglia femmina senza marito, e il 23,9% erano non-famiglie. Il 22,4% di tutti i nuclei familiari erano individuali e il 12,5% aveva componenti con un'età di 65 anni o più che vivevano da soli. Il numero di componenti medio di un nucleo familiare era di 2,63 e quello di una famiglia era di 3,10.
La popolazione era composta dal 29,4% di persone sotto i 18 anni, il 5,9% di persone dai 18 ai 24 anni, il 26,4% di persone dai 25 ai 44 anni, il 21,4% di persone dai 45 ai 64 anni, e il 17,0% di persone di 65 anni o più. L'età media era di 38 anni. Per ogni 100 femmine c'erano 90,6 maschi. Per ogni 100 femmine dai 18 anni in giù, c'erano 86,1 maschi.
Il reddito medio di un nucleo familiare era di 41.686 dollari, e quello di una famiglia era di 50.735 dollari. I maschi avevano un reddito medio pro capite di 38.155 dollari contro i 25.329 dollari delle femmine. Il reddito medio pro capite era di 21.640 dollari. Circa il 4,0% delle famiglie e il 6,7% della popolazione erano sotto la soglia di povertà, incluso il 7,1% di persone sotto i 18 anni e l'11,4% di persone di 65 anni o più.